# محكمة العلوم
محكمة العلوم (أعيدت تسميتها إلى Squigglevision في عام 1998) هو عرض ترفيهي تعليمي، رسوم متحركة / محكمة غير تقليدية من إنتاج Tom Snyder Productions، والذي بث على كتلة Disney's One Saturday Morning على قناة ABC من عام 1997 إلى عام 2000. تحركت الرسوم المتحركة في Squigglevision.

## التطوير
استخدمت Science Court الرسوم المتحركة المحدودة Squigglevision كأسلوب للرسوم المتحركة. في عام 1998، إعيدت تسمية Science Court إلى Squigglevision في مواسمها الثاني والثالث. أصدرت شركة Tom Snyder Productions اثنتي عشرة حلقة في سلسلة من الأقراص المضغوطة التعليمية مع كتب العمل ومجموعات التجارب المصاحبة للمدارس. في 2 ديسمبر 2004، إدخل سنايدر، مؤسس شركة توم سنايدر للإنتاج والرئيس التنفيذي السابق لها، إلى قاعة مشاهير رابطة الناشرين التعليميين لتكريم مساهمته الاستثنائية في النشر التعليمي.

## الحبكة والشخصيات
يمزج البرنامج الذي يستغرق نصف ساعة بين الدراما في قاعة المحكمة، والتجارب العلمية، والفكاهة لتعليم المفاهيم الأساسية في العلوم الابتدائية والمتوسطة مثل دورة المياه، والعمل، والمادة، والجاذبية، والطيران، والطاقة. مع تطور كل حالة، استخدم الشخصيات في المحاكمة الفكاهة لتسليط الضوء على المفاهيم العلمية الخاطئة ونمذجة الممارسات العلمية الجيدة. في حلقة نموذجية، ستقام دعوى قضائية أو إجراء جنائي بناءً على بعض النقاط العلمية. استخدمت الفكاهة والأرقام الموسيقية لتحليل المفاهيم العلمية.
الشخصيات الأساسية في محكمة العلوم كانت المحامين أليسون كريمبل ودوغ سافاج. كانت أليسون كريمبل، التي عبرت عنها باولا بلوم، متواضعة وذكية ولطيفة. وتؤدي حججها المنطقية والواضحة دائمًا إلى تفسير النقاط العلمية. كان دوغ سافاج، الذي عبر عنه بيل بروديس، جاهلاً ومتعجرفًا وعديم الضمير.
واستعان كل من دوج وأليسون بمجموعة متنوعة من الشهود الخبراء لإثبات قضيتهما. استدعى دوج، على حسابه الخاص في كثير من الأحيان، الأكاديميين الأطفال الدكتورة جولي بين والدكتور هنري فوليرغاست للإدلاء بشهادتهما. وكانت شهادتهم العلمية عادة ما تدحض قضية دوج. كان البروفيسور نيك بارسونز، الذي قدم صوته إتش جون بنيامين، بمثابة خبير لأليسون كريمبل. لقد استخدم العلم بنجاح لدحض ادعاءات دوج سافاج السخيفة وغير المستنيرة عادةً. في كثير من الأحيان، ساعدت ميكايلا وتيم، مساعد الآنسة كريمبل، في تحليل المفاهيم العلمية. واستكمل الممثلان الكوميديان باولا باوندستون وفريد ستولر فريق العمل في أداء دور القاضية ستون والمختزل بالمحكمة فريد على التوالي.
- باولا بلام في دور أليسون كرمبل
- بيل براوديس في دور دوج سافاج
- إتش جون بنيامين في دور البروفيسور نيك بارسونز
- باولا باوندستون في دور القاضية ستون
- فريد ستولر في دور كاتب الاختزال فريد

## الاستقبال النقدي
حازت محكمة العلوم على جوائز تلفزيونية مرموقة لتوم سنايدر.
اعتقدت مجلة فارايتي أن المسلسل التلفزيوني حاول جاهدًا جعل العلم مسليًا، وأنه سيبدو معقدًا للغاية بالنسبة لجمهوره المستهدف.